# Лесюёр, Жан-Франсуа
Жан-Франсуа Лесюёр, также Лесюэр (фр. Jean-François Lesueur; 15 февраля 1760[…], Дрюка — 6 октября 1837[…], Париж) — французский композитор и музыковед
, дирижёр, музыкальный критик и музыкальный педагог, профессор парижской консерватории, автор опер и духовных произведений.

## Биография
В детстве был церковным певчим сначала в Абвиле, затем в Амьене. Работал хоровым дирижёром в Дижоне, Ле-Мане и Туре; с 1786 возглавлял капеллу Собора Парижской Богоматери. С 1793 года профессор, затем инспектор Национального музыкального института (с 1795 — консерватория). В 1790-е годы Лесюёр обратился к оперному жанру. В годы Великой французской революции создал ряд хоровых песен и гимнов для массовых празднеств, в том числе «Песнь триумфов Французской республики». В период консульства Наполеона был назначен придворным капельмейстером. В 1818 году вернулся в консерваторию. Среди учеников — Г. Берлиоз, Ш. Гуно, А. Тома и А. Мармонтель. Похоронен на Пер-Лашезе (участок 11).
После премьеры оперы «Оссиан, или Барды» (1804) Наполеон сделал композитора кавалером ордена Почетного легиона.

## Творчество
Из музыкально-литературных трудов Лесюёра известны:
- «Exposé d’une musique imitative ei particulière à chaque solennité» (1787);
- «Notice sur Paisiello».

### Оперы
- «Пещера, или Раскаяние» (La Caverne ou le Repentir, 1793) — один из образцов жанра «оперы спасения»;
- "Поль и Виргиния, или Триумф добродетели " (Paul et Virginie ou le Triomphe de la vertu, 1794);
- «Телемах на острове Калипсо, или Триумф мудрости» (Télémaque dans l'île de Calypso ou le Triomphe de la sagesse, 1796);
- «Оссиан, или Барды» по мотивам кельтского эпоса (Ossian ou Les Bardes, 1804);
- «Открытие храма победы» (L’inauguration du temple de la victoire, 1807);
- «Триумф Траяна» (Le triomphe de Trajan, 1807) — трёхактная опера, в аллегорической форме воспевавшая победы Наполеона. Поставлена в Париже 23 октября 1807 года по случаю возвращения Наполеона из Пруссии;
- «Смерть Адама» — трёхактная опера на библейскую тему (La mort d’Adam et son apothéose, 1809);
- незаконченная трёхактная опера «Александр в Вабилоне» (Alexandre à Babylone, 1814—1825)